# Cosmisoma gratum
Cosmisoma gratum là một loài bọ cánh cứng trong họ Cerambycidae.